# Trucy-l'Orgueilleux
Trucy-l'Orgueilleux est une commune française, située dans le département de la Nièvre en région Bourgogne-Franche-Comté.

## Géographie

### Climat
Pour des articles plus généraux, voir Climat de la Bourgogne-Franche-Comté et Climat de la Nièvre.
En 2010, le climat de la commune est de type climat océanique dégradé des plaines du Centre et du Nord, selon une étude du Centre national de la recherche scientifique s'appuyant sur une série de données couvrant la période 1971-2000. En 2020, Météo-France publie une typologie des climats de la France métropolitaine dans laquelle la commune est exposée à un climat océanique altéré et est dans la région climatique  Centre et contreforts nord du Massif Central, caractérisée par un air sec en été et un bon ensoleillement. 
Pour la période 1971-2000, la température annuelle moyenne est de 11 °C, avec une amplitude thermique annuelle de 16,1 °C. Le cumul annuel moyen de précipitations est de 794 mm, avec 12,1 jours de précipitations en janvier et 7,8 jours en juillet. Pour la période 1991-2020, la température moyenne annuelle observée sur la station météorologique de Météo-France la plus proche, « Clamecy », sur la commune de Clamecy à 8 km à vol d'oiseau, est de 11,5 °C et le cumul annuel moyen de précipitations est de 707,4 mm. 
La température maximale relevée sur cette station est de 40,7 °C, atteinte le 25 juillet 2019 ; la température minimale est de −14 °C, atteinte le 9 février 2012,,. 
Les paramètres climatiques de la commune ont été estimés pour le milieu du siècle (2041-2070) selon différents scénarios d'émission de gaz à effet de serre à partir des nouvelles projections climatiques de référence DRIAS-2020. Ils sont consultables sur un site dédié publié par Météo-France en novembre 2022.

## Urbanisme

### Typologie
Au 1er janvier 2024, Trucy-l'Orgueilleux est catégorisée commune rurale à habitat dispersé, selon la nouvelle grille communale de densité à sept niveaux définie par l'Insee en 2022.
Elle est située hors unité urbaine. Par ailleurs la commune fait partie de l'aire d'attraction de Clamecy, dont elle est une commune de la couronne,. Cette aire, qui regroupe 45 communes, est catégorisée dans les aires de moins de 50 000 habitants,.

### Occupation des sols
L'occupation des sols de la commune, telle qu'elle ressort de la base de données européenne d’occupation biophysique des sols Corine Land Cover (CLC), est marquée par l'importance des forêts et milieux semi-naturels (54,4 % en 2018), une proportion identique à celle de 1990 (54,4 %). La répartition détaillée en 2018 est la suivante : forêts (54,4 %), terres arables (28,8 %), prairies (11,1 %), zones agricoles hétérogènes (3,8 %), zones urbanisées (1,9 %). L'évolution de l’occupation des sols de la commune et de ses infrastructures peut être observée sur les différentes représentations cartographiques du territoire : la carte de Cassini (XVIIIe siècle), la carte d'état-major (1820-1866) et les cartes ou photos aériennes de l'IGN pour la période actuelle (1950 à aujourd'hui).

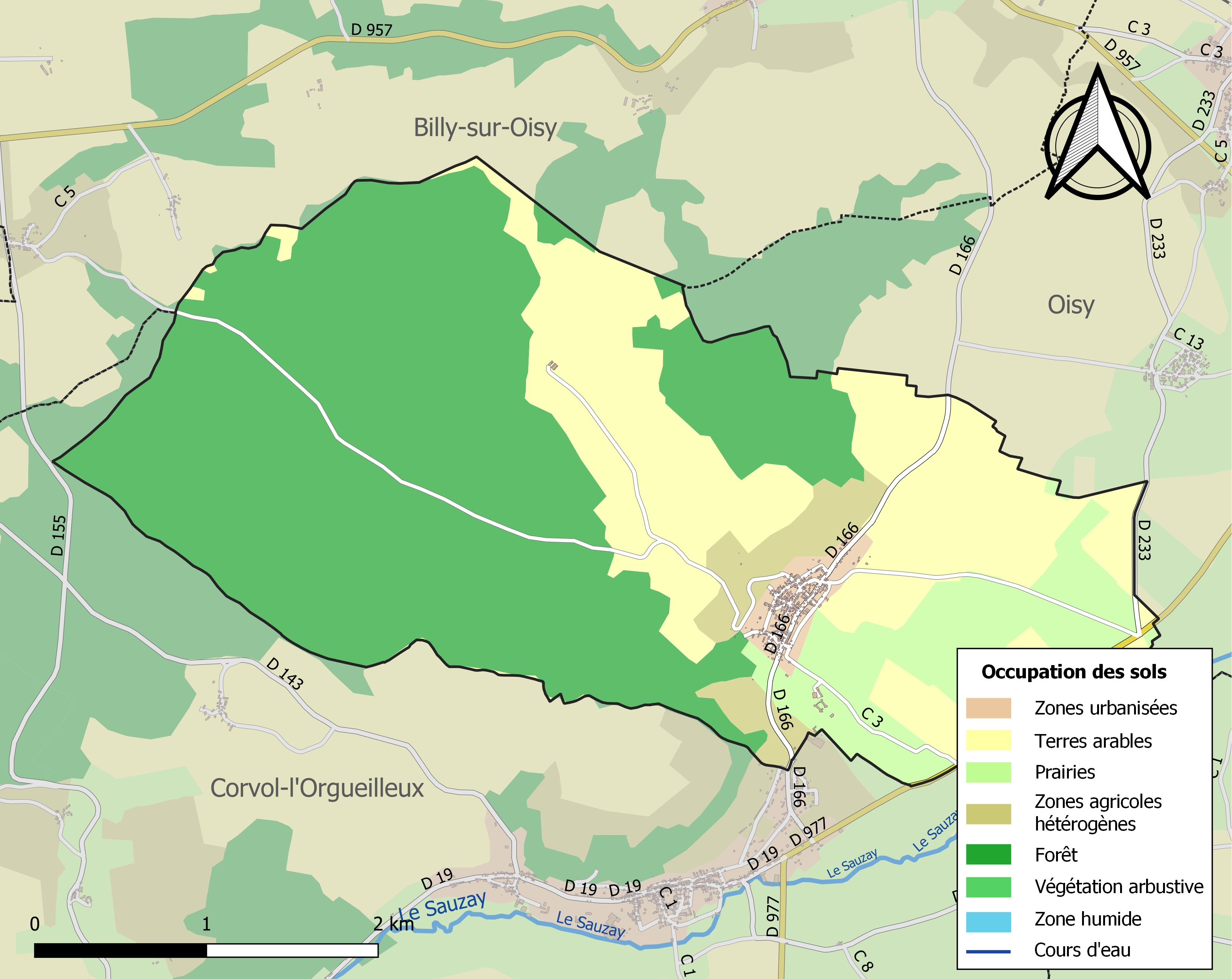
Carte des infrastructures et de l'occupation des sols de la commune en 2018 (CLC).

## Économie
Trucy-l'Orgueilleux ne possède aucune PME-PMI sur son sol. L'activité économique du village est en réalité en partie dépendante des villages alentour possédant épicerie ou boulangerie. Le taux de chômage y est particulièrement faible en comparaison avec la moyenne française et européenne. Un centre-commercial Leclerc est situé à Clamecy, à quelques kilomètres du village, et est un véritable pilier dans l'économie de Trucy-l'Orgueilleux. Une entreprise de fabrication de pain de mie qui s'est récemment implantée dans la zone industrielle de Clamecy a eu un impact considérable sur le développement économique du village.

## Toponymie
Le nom de la localité est attesté sous les formes Trucy en 1347, Truciacus en 1535.
Le déterminant complémentaire « l'Orgueilleux » a pu désigner autrefois la vaillance et la force, voire plutôt la fierté de ses habitants, signifiant « fier, insolent, superbe, magnifique »,.

## Histoire

### Seigneurs
Famille d'Armes (1482), famille de Chabannes, famille de Torcy (Louis de Torcy de 1493 à 1509).

### Armorial

Famille d'Armes.
Famille de Chabannes[16].

## Politique et administration
| Période   | Période  | Identité           | Étiquette | Qualité    |
| --------- | -------- | ------------------ | --------- | ---------- |
| mars 2001 | 2020     | Guy Parent         |           | Retraité   |
| 2020      | 2021     | Christophe Divorne |           |            |
| 2021      | En cours | Azeddine Filali    | SE        | Chirurgien |

Trucy possède une petite mairie ouverte deux jours dans la semaine. Une salle des fêtes est à la disposition des villageois s'ils souhaitent la louer. Une petite boîte aux lettres de couleur jaune fait office de Poste. Chaque année, une kermesse cf une pêche à la ligne est organisée pour les jeunes enfants.

## Démographie
L'évolution du nombre d'habitants est connue à travers les recensements de la population effectués dans la commune depuis 1793. Pour les communes de moins de 10 000 habitants, une enquête de recensement portant sur toute la population est réalisée tous les cinq ans, les populations de référence des années intermédiaires étant quant à elles estimées par interpolation ou extrapolation. Pour la commune, le premier recensement exhaustif entrant dans le cadre du nouveau dispositif a été réalisé en 2007.

En 2022, la commune comptait 218 habitants, en évolution de −1,36 % par rapport à 2016 (Nièvre : −3,28 %, France hors Mayotte : +2,11 %).
| 1793 | 1800 | 1806 | 1821 | 1831 | 1836 | 1841 | 1846 | 1851 |
| ---- | ---- | ---- | ---- | ---- | ---- | ---- | ---- | ---- |
| 458  | 492  | 540  | 558  | 642  | 653  | 664  | 673  | 685  |

| 1856 | 1861 | 1866 | 1872 | 1876 | 1881 | 1886 | 1891 | 1896 |
| ---- | ---- | ---- | ---- | ---- | ---- | ---- | ---- | ---- |
| 653  | 636  | 635  | 577  | 575  | 554  | 533  | 517  | 476  |

| 1901 | 1906 | 1911 | 1921 | 1926 | 1931 | 1936 | 1946 | 1954 |
| ---- | ---- | ---- | ---- | ---- | ---- | ---- | ---- | ---- |
| 430  | 416  | 352  | 311  | 287  | 292  | 235  | 253  | 302  |

| 1962 | 1968 | 1975 | 1982 | 1990 | 1999 | 2006 | 2007 | 2012 |
| ---- | ---- | ---- | ---- | ---- | ---- | ---- | ---- | ---- |
| 350  | 360  | 341  | 281  | 259  | 229  | 229  | 229  | 230  |

| 2017 | 2022 | - | - | - | - | - | - | - |
| ---- | ---- | - | - | - | - | - | - | - |
| 220  | 218  | - | - | - | - | - | - | - |

Depuis plusieurs années, Trucy a connu plusieurs vagues de migrations en provenance de pays d'Europe du Sud comme le Portugal.

## Lieux et monuments
Civils
- Le château des Créneaux[22], qui date des XIVe et XVIIe siècles et est inscrit au titre des Monuments historiques (propriété privée)[23].
- Le lavoir (XIXe siècle) ;
- Une stèle est dressée, depuis 2006, sur la route du château, à l'endroit où est tombé Georges Touzeau, le 19 août 1944, tué par les nazis[24].

Religieux
- Église Saint-Jean-Baptiste de Trucy-l'Orgueilleux : clocher de 1773 et nef du XIIIe siècleXIVe, XVIIIe siècle,  Inscrit MH (1926)[25]. Elle possède plusieurs statues en pierre des XVIe et XVIIe siècles, dont :
  - Sainte Anne et la Vierge, XVIe siècle, groupe en pierre avec des traces de polychromie,  Classé MH (1963)[26] ;
  - Saint Verain terrassant le dragon, XVIe siècle, groupe en pierre polychrome,  Classé MH (1963)[27].

## Personnalités liées à la commune
- Jean d'Armes, sieur de Trucy-l'Orgueilleux, président au Parlement de Paris (1482)[28].
- Georges Champavert (1870-1931), acteur, auteur, réalisateur et scénariste français, a vécu à Trucy-l'Orgueilleux où il est mort.